# Парки и зоны отдыха
«Парки и зоны отдыха» (англ. Parks and Recreation) — американский сериал, снятый в стиле псевдодокументалистики, рассказывает о жизни сотрудников департамента парков и зон отдыха вымышленного города Пауни, штат Индиана. Сериал транслировался на NBC на протяжении семи сезонов, с 9 апреля 2009 года по 24 февраля 2015 года.
Получивший смешанные отзывы критиков за первый сезон, сериал смог выровняться в последующих и стать лауреатом престижных премий таких, как Critics' Choice Television Award, Золотой глобус, American Comedy Awards и многих других.

## Сюжет
Заместительница начальника департамента парков и зон отдыха Лесли Ноуп узнает о яме, вырытой под фундамент обанкротившимся застройщиком, и решает, что её нужно засыпать и разбить на этом месте прекрасный парк. Но чтобы превратить яму в парк, ей придется сначала справиться с бюрократией, другими застройщиками и нежеланием местных жителей что-то менять.

## В ролях
| Персонаж         | Актёр        | Сезоны       | Сезоны       | Сезоны    | Сезоны    | Сезоны    | Сезоны    | Сезоны    |
| Персонаж         | Актёр        | 1            | 2            | 3         | 4         | 5         | 6         | 7         |
| ---------------- | ------------ | ------------ | ------------ | --------- | --------- | --------- | --------- | --------- |
| Лесли Ноуп       | Эми Полер    | Регулярно    | Регулярно    | Регулярно | Регулярно | Регулярно | Регулярно | Регулярно |
| Энн Перкинс      | Рашида Джонс | Регулярно    | Регулярно    | Регулярно | Регулярно | Регулярно | Регулярно | Гость     |
| Том Хаверфорд    | Азиз Ансари  | Регулярно    | Регулярно    | Регулярно | Регулярно | Регулярно | Регулярно | Регулярно |
| Рон Суонсон      | Ник Офферман | Регулярно    | Регулярно    | Регулярно | Регулярно | Регулярно | Регулярно | Регулярно |
| Эйприл Ладгейт   | Обри Плаза   | Регулярно    | Регулярно    | Регулярно | Регулярно | Регулярно | Регулярно | Регулярно |
| Марк Бренденавиц | Пол Шнайдер  | Регулярно    | Регулярно    |           |           |           |           |           |
| Энди Дуайер      | Крис Прэтт   | Период.      | Регулярно    | Регулярно | Регулярно | Регулярно | Регулярно | Регулярно |
| Бен Уайатт       | Адам Скотт   |              | Период.      | Регулярно | Регулярно | Регулярно | Регулярно | Регулярно |
| Крис Трегер      | Роб Лоу      |              | Период.      | Регулярно | Регулярно | Регулярно | Регулярно | Гость     |
| Герри Гергич     | Джим О’Хейр  | Периодически | Периодически | Регулярно | Регулярно | Регулярно | Регулярно | Регулярно |
| Донна Мигл       | Ретта        | Периодически | Периодически | Регулярно | Регулярно | Регулярно | Регулярно | Регулярно |
| Крейг Миддлбрукс | Билли Айкнер |              |              |           |           |           | Период.   | Регулярно |
| Дейв Сандерсон   | Луи Си Кей   |              | Период.      |           |           |           |           |           |

## Производство
В 2007 году по поручению телеканала NBC Грег Дэниелс и Майкл Шур начали работать над спин-оффом ситкома «Офис». После двух месяцев обсуждений было решено отказаться от идеи спин-оффа и создать новый и независимый от старого проекта сериал. Изначальной идеей сюжета для сериала стала попытка провалившегося политика восстановить свой имидж, но в итоге было решено воплотить эту идею по ходу сериала. Лишь после утверждения Эми Полер на главную роль Дэниелс и Шур приняли решение сконцентрироваться на жизни работников правительства в маленьком американском городке.
Дэниелс и Шур были вдохновлены на создание политического ситкома сериалом «Прослушка», а также грядущими Президентскими выборами США. Помимо профессиональной жизни, сценаристы предложили затронуть и женские межличностные отношения, подруг Лесли Ноуп и Энн Пёркинс. Факт того, что Дэниелс и Шур вновь работают вместе над одним проектом породил слухи о спин-оффе «Офиса». И хотя продюсеры заверяли, что новый сериал абсолютно не связан с «Офисом», оттуда кое-что было позаимствовано. Так, «Парки и зоны отдыха» также были сняты в жанре псевдодокументалистики, а создатели поощряли любую импровизацию на съёмочной площадке, несмотря на готовый сюжет.
Первоначальным названием сериала должно было стать «Государственная служба», но NBC отклонил предложение, побоявшись, что в его адрес посыплются обвинения в насмешке над госслужащими.

## Эпизоды
| Сезон | Сезон      | Эпизоды    | Оригинальная дата показа | Оригинальная дата показа | Рейтинг Нильсена | Рейтинг Нильсена   |
| Сезон | Сезон      | Эпизоды    | Премьера сезона          | Финал сезона             | Ранк             | Зрители (миллионы) |
| ----- | ---------- | ---------- | ------------------------ | ------------------------ | ---------------- | ------------------ |
|       | 1          | 6          | 9 апреля 2009            | 14 мая 2009              | 96               | 6,00               |
|       | 2          | 24         | 17 сентября 2009         | 20 мая 2010              | 108              | 4,60               |
|       | 3          | 16         | 20 января 2011           | 19 мая 2011              | 116              | 5,10               |
|       | 4          | 22         | 22 сентября 2011         | 10 мая 2012              | 134              | 4,40               |
|       | 5          | 22         | 20 сентября 2012         | 2 мая 2013               | 111              | 4,06               |
|       | 6          | 22         | 26 сентября 2013         | 24 апреля 2014           | 115              | 3,76               |
|       | 7          | 13         | 13 января 2015           | 24 февраля 2015          | 119              | 4,57               |
|       | Спецвыпуск | Спецвыпуск | 30 апреля 2020           | 30 апреля 2020           | н/д              | 3.64               |

### Сезон 1
Сериал рассказывает о Лесли Ноуп (Эми Полер), заместителе директора Департамента парков и зон отдыха в вымышленном городе Пауни, штат Индиана. Местная медсестра Энн Перкинс (Рашида Джонс) требует, чтобы строительная яма рядом с ее домом была засыпана, после того как ее парень Энди Дуайер (Крис Прэтт) упал и сломал ноги. Лесли обещает превратить яму в парк, несмотря на сопротивление директора Департамента парков и зон отдыха Рона Свонсона (Ник Офферман), антиправительственного либертарианца. Градостроитель Марк Бренденавиц (Пол Шнайдер), к которому Лесли испытывает романтические чувства, настаивает на том, что проект нереалистичен из-за бюрократической волокиты правительства, но тем не менее тайно убеждает Рона одобрить проект. Лесли и ее сотрудники, включая саркастического материалиста Тома Хаверфорда (Азиз Ансари) и незаинтересованного интерна Эйприл Ладгейт (Обри Плаза), пытаются стимулировать интерес общества к проекту, но встречают сопротивление. Позже Энн приходит в ярость, узнав, что Энди отложил снятие гипса на две недели, чтобы Энн прислуживала ему дольше. После свидания Лесли, организованного ее матерью, которое закончилось ужасно, пьяные Лесли и Марк целуются в яме. Марк падает в яму, но Лесли, Энн и Энди ему помогают.

## Рейтинги
Премьерный эпизод сериала собрал у телеэкранов 6,77 млн телезрителей. Критики назвали это мощным и многообещающим стартом. Тем не менее, финал первого сезона собрал всего 4,25 млн телезрителей. Ни актёрский состав, ни создатели не знали, будет ли сериал продлён на второй сезон.